# Manoir d'Argences
Le manoir d'Argences est une demeure, du début du XVIIe siècle, qui se dresse sur la commune française de Saussey dans le département de la Manche, en région Normandie. L'édifice est partiellement inscrit au titre des monuments historiques.

## Localisation
Le manoir est situé au hameau d'Argences, à 1,4 km au nord-ouest de l'église Saint-Martin de Saussey, dans le département français de la Manche.

## Historique
Le manoir actuel est édifié au début du XVIIe siècle par Robert Varin († 1630), sieur d'Argences, originaire de Caen, receveur des tailles en l'élection de Coutances depuis 1598, et possédant une certaine richesse. Celui-ci acquiert en 1602 de la veuve de Jean de La Lande-Hurie et de son fils Pierre « un tènement d'héritages appelé Riqueureuil » à Saussey. Varin s'empresse alors de bâtir dans sa nouvelle propriété un manoir qui prend le nom d'Argences. À sa mort, c'est sa fille Charlotte Varin, vivant à Caen, qui en hérite et le vend à Gabriel Le Bas, sieur de la Foulerie, prêtre, chanoine en la cathédrale de Coutances. Celui-ci conservera le domaine jusqu'en 1656.
Le domaine est ensuite entre les mains de la famille Le Prestre. On relève Philippe Le Prestre († 1684), sieur de la Lande, son fils, Guillaume Le Prestre (1636-1716), lieutenant général civil et criminel en l'élection de Coutances, et qui sera le premier à porter le titre de sieur d'Argences en 1673 et sera anobli en 1710 ; titre qui sera désormais repris par tous ses héritiers. Lui succède : son fils aîné, Philippe Le Prestre, capitaine d'infanterie, qui hérite en 1716 à la mort de son père et épousera en 1725 Marguerite de Camprond, mort sans postérité, puis son second fils, Pierre Le Prestre, conseiller du roi, époux de Jeanne Quinette, puis, comme héritiers, Louis Le Prestre (1727-1804), époux de Marie-Jeanne Bernarde Huard, puis ses fils : Louis-Charles Le Prestre (1769-1826) capitaine d'infanterie, mort célibataire, et, Alexandre Le Prestre-Pontyvon, (1770-1851), mort également célibataire et qui sera le dernier du nom.
Par héritage, le manoir est ensuite la possession des familles Huard, Lebrun et Laisney. André Laisney, commissaire-priseur à Rouen y décède en 1978. Le manoir est ensuite acheté par M. Gianadda, puis en 1989, par Caroline de Baroncelli de Javon et Philippe Lecardonnel, et en 2015, par Philippe Michaud et Jean Nguyen.

## Description

### Le manoir
On accède au manoir, bordé de douves ou viviers, par une double porte cintrée, charretière et piétonne. Celui-ci est composé d'une dizaine de bâtiments qui s'organise autour d'une cour fermée, avec un jardin de 3 ha au nord et au sud-ouest.
Le logis actuel peut être daté du début du XVIIe siècle comme l'attestent plusieurs inscriptions encore visibles : 1607 sur une poutre de la grange, 1610 sur une poutre du colombier et 1613 sur une poutre de la charterie. En 1718, Philippe Le Prestre fait faire tous les appartements de la maison comme l'atteste une grosse pierre du mur de la cour, qui réalise aussi l'escalier de la maison manable ainsi que les boiseries de la grande chambre du premier étage.
Quant au déversoir de la grande douve, situé au nord-ouest du jardin, il porte la date de 1815 et son bâtisseur serait Louis-Charles Le Prestre d'Argences.

### La chapelle
Elle se situait au premier étage du manoir, et en 1950 on en voyait encore la pierre d'autel. Un inventaire du XIXe siècle, provenant des archives diocésaines, relate la découverte d'un flacon d'eau bénite datant de 1792.

### Le colombier
Il est daté du début du XVIIe siècle et est inscrit en 2001. De plan rectangulaire, il comprend 844 boulins en diorite de Coutances.

### Les jardins
Ils ont été conçus par Caroline Lecardonnel, journaliste et meilleur jardinier du département de la Manche en 2003. Ils ont été couronnés de plusieurs prix : en 1999 du prix Bonpland de la Société nationale d'horticulture, pour le plus beau jardin privé de France ; le premier prix HSBC private bank par les Vieilles maisons françaises ; labellisés jardin remarquable en 2004 et en 2009 le prix Top des parcs-Briggs et Stratton.

## Protection
Le colombier, en totalité est inscrit au titre des monuments historiques par arrêté du 16 juillet 2001.